# Acanthocladus guayaquilensis
Acanthocladus guayaquilensis là một loài thực vật có hoa trong họ Polygalaceae. Loài này được B.Eriksen & B.Ståhl mô tả khoa học đầu tiên năm 2000.